# 奇羅尼亞
奇羅尼亞（希臘語：Χαιρώνεια，Chaironeia）是希臘維奧蒂亞州的一個村莊，位於德爾菲以東約80公里處。在行政區劃上，自2011年開始奇羅尼亞屬利瓦迪亞。奇羅尼亞是古希臘著名戰役喀羅尼亞戰役的交戰地點。奇羅尼亞在1818年被發現是喀羅尼亞戰役的戰場。羅馬帝國時期的歷史學家普魯塔克也出生於奇羅尼亞並在此生活很長時間。